# 동엽, 미자의 행복한 국군
《동엽 미자의 행복한 국군》은 대한민국의 방송국 국방FM에서 방송했던 라디오 음악 전문 프로그램이다.

## 역사
2018년 11월 5일에 방송시작하여, 2021년 11월 5일 자로 3년만에 종영하였다.

## 코너 소개

### 요일별 코너
- 월요일 - 돌격! 라이브 대전
- 화요일 - 헥사이다! 전여사
- 수요일 - 문화가 있는 수요일, 해피 컬쳐
- 목요일 - 백투더탑텐
- 금요일 - 오 퀴즈데이!
- 토요일 - 행운뉴스 및 쏭쏭 기프티쏭!
- 일요일 - 잃어버린 50원 및 연예반장

### 일일 코너
- 1부 - 누드 잉글리쉬, 행군 우체통/곰신 우체통
- 1,2부 - 달려야 했니/이리쿵 저리쿵

## 진행
- 이동엽, 미자